# Mega Syd
 Ikke at forveksle med Center Syd (Aarhus).
Mega Syd er et indkøbscenter ved Ringvej Syd i Aarhus' sydlige bydel Viby J med fokus på store butikker.
Igennem 2000'erne var Kvickly (før 2009 Kvickly xtra), Elgiganten (før 2005 Electronic World) og Bauhaus de eneste butikker på stedet. Siden er centret udvidet til samlet 30.000 m² og rummer i dag 15 butikker: Bauhaus, Kvickly, PetWorld, Elgiganten, Babysam, Jysk, Sport 24 Outlet, McDonald's, Coop 365discount (før 2022 Fakta), Legekæden, Vordingborg Køkkenet, Skousen, Harald Nyborg, Power og Thansen. Sommer 2020 blev indkøbscentret udvidet med Mega Syd Apotek.
I tilknytning til centret er der derudover en OK benzintank samt 800 parkeringspladser.